# Евридика II Македонска
Вижте пояснителната страница за други личности с името Евридика.
Евридика II, родена с името Адеа (на старогръцки: Εὐρυδίκη), е дъщеря и съпруга на македонски царе от династията на Аргеадите.

## Биография
Тя е дъщеря на цар Аминта IV и Кинана, която е дъщеря на цар Филип II Македонски и на илирийската принцеса Евридика. Майка ѝ е полусестра на Александър Велики.
Бащата на Адеа е изпреварен за трона от чичо му Филип II Македонски, но остава да живее в двореца. След смъртта на Филип II през 336 г. пр. Хр., Аминта IV е убит от Александър Македонски като вероятен конкурент за трона. Адеа се ражда месеци след смъртта на баща ѝ. От майка си, която заради илирийския си произход по майчина линия, е с особено войствен характер, тя е образована във военното изкуство.
След смъртта на Александър през 323 г. пр. Хр. във Вавилон Кинана тръгва с дъщеря си през Хелеспонт за Азия, за да омъжи Адеа с малоумния цар Филип III Аридей, нейният чичо. Кинана е заловена и убита от Алкет, братът на регента Пердика. Обаче македонските войници на Пердика се възмущават от това и настояват да се състои царската сватба. Пердика се съгласил. По този случай Адеа взема също и македонското име Евридика.
След смъртта на Пердика през Първата диадохска война 320 г. пр. Хр. Евридика се включва активно в политиката от името на съпруга си.
На конференцията в Трипарадис тя успява да прокара свалянето на кратковременните регенти Архидай и Питон, с намерението да вземе сама управлението на Александровото царство. Обаче македонското войсково събрание избира Антипатър, който вече е бил управител в Македония, за нов царски регент.
След това тя е заведена заедно с цялата царска фамилия от Антипатър обратно в Македония. Регентът умира там през 319 г. пр. Хр., след което избухва Втората диадохска война между неговия последник Полиперхон и син му Касандър.
Стремежът на Евридика да увеличи влиянието на съпруга си води до неразбирателство в царската фамилия. Причината е, определеното от военачалниците наследство на Александър Велики. Те поставят към Филип III Аридей и детето Александър IV Македонски, син на Александър Велики, за цар със същите права, които не са в състояние да управляват.
Войната се води най-вече в Гърция, където Касандър има своя властен базис. Едновременно неговият съюзник Антигон Монофталм се бие в Азия против официалния царски стратег Евмен. През 317 г. пр. Хр. Евридика се намесва и назначава от името на съпруга си Касандър за нов регент. Веднага след това противничката ѝ за власт Олимпия се връща заедно с Еакид с войска от нейното дългогодишно изгнание в Епир обратно в Македония. Евридика образува своя войска с Никанор, брат на Касандър, тръгва срещу нея. При Euïa (неизвестно местоположение) двете войски на конкуриращите се царици се срещат. Преди да се стигне до битка, войската на Евридика бяга при Олимпия, която като майка на Александър Велики, се ползва между македонските войни с по-голяма почит.
По заповед на Олимпия Евридика и нейният съпруг са хвърлени в затвор в Амфиполис. Филип III Аридей е екзекутиран скоро след това на 25 декември 317 г. пр. Хр. Евридика е насилена от Олимпия за самоубийство, или чрез меч, въже или чрез отрова. Евридика отхвърля алтернативите и се обесва със собствения си колан.
Втората диадохска война води до края на македонската царска династия Аргеади. През 316 г. пр. Хр. Касандър побеждава Полиперхон на Пелопонес и затваря Олимпия в Пидна. След къс „просес“ той нарежда нейната екзекуция. Александър IV Aigos изглежда не е смятан от победоносния Касандър за легитимен цар, заради неговият азиатски произход от майка му Роксана. Той нарежда веднага арестуването им и отстраняването им след това през 309 г. пр. Хр. Евридика, Филип III Аридей и Кинана са погребани следващата година тържествено в царските гробници на Еге.